# David Newman (roteirista)
David Newman (Nova Iorque, 4 de fevereiro de 1937 — Nova Iorque, 27 de junho de 2003) é um roteirista estadunidense. Entre as décadas de 1960 e 1980, escreveu inúmeros filmes em parceria com Robert Benton e sua esposa Leslie Newman.

## Filmografia
- He Who Rides a Tiger (1965)
- It's a Bird...It's a Plane...It's Superman (1966)
- Bonnie and Clyde (1967)
- There Was a Crooked Man... (with Robert Benton) (1970)
- What's Up, Doc? (1972)
- Oh! Calcutta! (1972)
- Bad Company (1972)
- Superman (1978)
- Superman II 1980)
- Jinxed! (1982)
- Still of the Night (1982)
- Superman III (1983)
- Sheena (1984)
- Santa Claus: The Movie (1985)
- Moonwalker (1988)
- Takedown